# Ньюїнгтон (Джорджія)
Ньюїнгтон (англ. Newington) — місто (англ. town) в США, в окрузі Скревен штату Джорджія. Населення — 290 осіб (2020).

## Географія
Ньюїнгтон розташований за координатами 32°35′21″ пн. ш. 81°30′22″ зх. д. / 32.58917° пн. ш. 81.50611° зх. д. (32.589160, -81.505994).  За даними Бюро перепису населення США в 2010 році місто мало площу 2,10 км², з яких 2,10 км² — суходіл та 0,00 км² — водойми.

## Демографія
Згідно з переписом 2010 року, у місті мешкали 274 особи в 105 домогосподарствах у складі 72 родин. Густота населення становила 130 осіб/км².  Було 119 помешкань (57/км²).
Расовий склад населення:
| - 67,2 % — білих - 32,1 % — чорних або афроамериканців - 0,4 % — корінних американців |

До двох чи більше рас належало 0,4 %. Частка іспаномовних становила 0,0 % від усіх жителів.
За віковим діапазоном населення розподілялося таким чином: 27,7 % — особи молодші 18 років, 53,7 % — особи у віці 18—64 років, 18,6 % — особи у віці 65 років та старші. Медіана віку мешканця становила 41,7 року. На 100 осіб жіночої статі у місті припадало 87,7 чоловіків;  на 100 жінок у віці від 18 років та старших — 80,0 чоловіків також старших 18 років.
За межею бідності перебувало 28,9 % осіб, у тому числі 32,1 % дітей у віці до 18 років та 5,7 % осіб у віці 65 років та старших.
Цивільне працевлаштоване населення становило 81 осіб. Основні галузі зайнятості: освіта, охорона здоров'я та соціальна допомога — 40,7 %, виробництво — 11,1 %, роздрібна торгівля — 7,4 %, публічна адміністрація — 7,4 %.